# Јован Халдејски
Јован Халдејски (грчки: Ἰωάννης Χάλδος) је био византијски војсковођа под Василијем II.

## Биографија
Јован Халдејски потиче вероватно из Халдеје у Малој Азији. Пре него што је постао дукс Солуна, Јован је служио као стратег Арменијаке и теме Букеларије. Јован Скилица пише да је након погибије Григорија Таронита у бици код Солуна 995. године дукс Солуна постао Нићифор Уран. Међутим, из допуне Михаила Деволског сазнајемо да је Јован из Халдеје кратко управљао Солуном између смрти Таронита и доласка Урана. Јован Халдејски је заробљен у некој бици са Словенима. Самуило га је држао у заробљеништву 22 године Ослобођен је 1018. године након гушења устанка комитопула. Пред цара Василија довео га је Драгомуж, словенски владар Струмице. На месту управника Солуна Јована Халдејског је сменио Нићифор Уран који је однео победу над Самуиловом војском у бици на Спрехију
Јован из Халдеје је учествовао у рату цара Романа III Аргира против Мирдасида из Алепа. Рат је завршен поразом Византинаца код Азаза 1030. године.